# TotalRugby.de
TotalRugby.de ist eine deutschsprachige Website, die Nachrichten zum Thema Rugby publiziert. Sie ist offizieller nichtkommerzieller Kooperationspartner des Deutschen Rugby-Verbandes.

## Geschichte
Bis zur Eröffnung der Internetplattform TotalRugby gab es in Deutschland verschiedene Versuche, Nachrichten um Rugby zu publizieren. So betreibt der DRV seit vielen Jahren eine eigene Seite rugby.de. Daneben gab es beispielsweise das Deutsche Rugby Journal als offizielle Zeitung des Verbandes mit einer ebenfalls eigenen Internetpräsenz, rugbyweb.de als Ergebnisdienst und scrum.de, wo Internetnutzer selbstverfasste Nachrichten rund um das Thema Rugby veröffentlichen konnten.
Im Jahr 2008 startete Rugby-Union-Nationalspieler und -Funktionär Manuel Wilhelm das Projekt TotalRugby, um eine zeitgemäße, hochwertige und erfolgreiche Nachrichtenplattform im Netz zu etablieren. Das Konzept sieht vor, dass neben einem festen Stamm von ehrenamtlichen Mitarbeitern aus der deutschen Rugbyszene auch Nutzer unter ihrem Klarnamen Nachrichten veröffentlichen können. Einmalig ist, dass von Bundesligaspieltagen und Länderspielen regelmäßig Livestreams und Liveticker angeboten werden. TotalRugby wurde so zur meistgenutzten deutschen Internetplattform zum Thema und der Verband schloss nach Einstellung seiner Verbandszeitschrift Deutsches Rugby Journal einen Kooperationsvertrag. Finanziert wird das Projekt in erster Linie über Werbeeinnahmen und Spenden. Für einige kostenintensive Angebote wie Livestreams und -ticker von speziellen Ereignissen werden regelmäßig Spenden von Nutzern und Fans gesammelt, um eine grundsätzlich kostenfreie Nutzung beibehalten zu können. Weiterhin unterstützt eine Reihe deutscher und luxemburgische Rugbyvereine, die sogenannten TotalRugby Supporter Clubs, das Projekt mit monatlichen Spenden in Höhe vom zehn Euro.
Vorrangig wird auf TotalRugby.de über Rugby Union und Siebener-Rugby, aber auch über Rugby League in Deutschland, Luxemburg und Österreich berichtet.